# Kuskusiec niedźwiedzi
Kuskusiec niedźwiedzi (Ailurops ursinus) – gatunek ssaka z podrodziny kuskuśców (Ailuropinae) w obrębie rodziny pałankowatych (Phalangeridae).

## Taksonomia
Gatunek po raz pierwszy zgodnie z zasadami nazewnictwa binominalnego opisał w 1824 roku francuski zoolog Coenraad Jacob Temminck nadając mu nazwę Phalangista ursina. Miejsce typowe to według oryginalnego opisu to „północna część wyspy Celebes” (fr. septentrionales de l'île Célèbes), tj. Manado, Minahasa, Celebes Północny, Celebes, Indonezja. Okazy typowe to: okaz „a” z Katalogu Jentinka, dorosły samiec; okaz „b” z katalogu Jentinka, młody dorosły; okaz „c” z katalogu Jentinka, młodociany odobnik; sygnatura BM 44.3.2.2, młoda dorosła samica (z czaszką, sygnatura BM 44.4.10.3) z kolekcji Muzeum Historii Naturalnej w Londynie; wszystkie okazy to oprawione skóry z wydobytymi i oczyszczonymi czaszkami, zebrane przez niemieckich przyrodników Salomona Müllera i Heinricha Christiana Macklota na Celebes. 
Autorzy Illustrated Checklist of the Mammals of the World rozpoznają trzy podgatunki. Podstawowe dane taksonomiczne podgatunków (oprócz nominatywnego) przedstawia poniższa tabelka:
| Podgatunek        | Oryginalna nazwa              | Autor i rok opisu | Miejsce typowe                             | Holotyp                                                                                               |
| ----------------- | ----------------------------- | ----------------- | ------------------------------------------ | --- |
| A. u. flavissimus | Phalanger ursinus flavissimus | Feiler, 1977      | Peleng, Wyspy Banggai, Indonezja.          | Skóra i czaszka dorosłej samicy (sygn. SMT 11479, Museum für Tierkunde Dresden).                      |
| A. u. togianus    | Phalanger ursinus togianus    | Tate, 1945        | Malenge, Wyspy Togian, Celebes, Indonezja. | Skóra i czaszka na wpół dorosłego samca (sygn. AMNH 153377, Amerykańskie Muzeum Historii Naturalnej). |

### Etymologia
- Ailurops: gr. αιλουρος ailouros „kot”; ωψ ōps, ωπος ōpos „twarz, oblicze”[13].
- ursinus: łac. ursinus „jak niedźwiedź”, od ursus „niedźwiedź”[14].
- flavissimus: łac. flavissimus „bardzo żółty”, forma wyższa od flavus „żółty, złoto-żółty”[15].
- togianus: Wyspy Togian, środkowe Celebes[3].

## Zasięg występowania
Kuskusiec niedźwiedzi występuje w zależności od podgatunku:
- A. u. ursinus – niziny Celebes i przyległych wysp Lembeh, Muna i Buton.
- A. u. flavissimus – Peleng i prawdopodobnie sąsiednie Wyspy Banggai, u zachodniego Celebes.
- A. u. togianus – Wyspy Togian, u środkowego Celebes.

## Charakterystyka

### Morfologia
Długość ciała (bez ogona) 47–57 cm, długość ogona 52–58 cm; masa ciała 5–8 kg. Mają chwytny ogon który ułatwia im poruszanie się. 

### Habitat
Żyje w lasach tropikalnych. Preferuje korony drzew. 

### Tryb życia
Zwykle żyje w grupach od 2 do 4 osobników. Większość dnia spędzają na odpoczynku lub śnie.

## Status
Zwierzę słabo poznane, zagrożone wyginięciem. W niewoli znajduje się (rok 2018) jedynie 13 przedstawicieli tego gatunku w czterech ogrodach zoologicznych (m.in. we Wrocławiu).
We wrocławskim ZOO w marcu 2018 roku udało się doprowadzić do pierwszych w świecie narodzin w niewoli kuskuśca niedźwiedziego. Rok później urodził się kolejny młody, o czym – z fotografią młodego – 7 marca 2019 roku poinformował prezes wrocławskiego ZOO. Kolejny przyszedł na świat w tym samym ZOO w lipcu 2020.

## Status zagrożenia
W Czerwonej księdze gatunków zagrożonych Międzynarodowej Unii Ochrony Przyrody i Jej Zasobów został zaliczony do kategorii VU (ang. vulnerable ‘narażony’).